# Джус Людмила Тимофіївна
Людмила Тимофіївна Джус (нар. 2 серпня 1944, Тетюхе) — українська художниця; член Спілки радянських художників України з 1973 року. Дружина художника Степана Джуса; мати художника Тараса Джуса.

## Біографія
Народилася 2 серпня 1944 року в селищі Тетюхе (нині місто Дальнєгорськ у Приморському краї, Російської Федерації). 1950 року переїхала до міста Ялти. З 1960 року навчалася у Кримському художньому училищі імені Миколи Самокиша; у 1965—1970 продовжила здобувати художню освіту на відділенні монументально-декоративного живопису у Харківському художньо-промисловому інституті, де її педагогами були Євген Єгоров, Олександр Хмельницький, Борис Колесник.
Мешкала в Ялті в будинку на вулиці Кривошти, № 15, квартира № 31 та у будинку на вулиці Павленка, № 5.

## Творчість
Працює в галузях станкового (пише пейзажі, морські пейзажі, натюрморти) та монументального живопису (створює мозаїки), декоративно-ужиткового мистецтва (майстриня гобеленів). Серед робіт:
живопис
- «Мис Мартьян» (1985);
- «Російське поле» (1993);
- «В Кримських горах» (1993);
- «Троянди» (1995);
- «Під бузком» (1996);
- «Місячна ніч» (1997);
- «Бузок» (1997);
- «Чеховська Ялта» (1998);
- «Старі оливи в Гефсиманському саду в Єрусалимі» (2001);
- «Париж» (2001);
- «Венеція» (2001);
- «Рим» (2001);
- «Флоренція» (2001);
- «Чеховська бухта» (2001);
- «Ранок» (2001);
- «Києво-Печерська лавра» (2002);
- «Онфлер» (2002);
- «Блакитний Дунай» (2003);
- «Лісове озеро» (2003);
- «Місячна ніч» (2005);
- «Після шторму» (2007);
- «Осінній натюрморт» (2006);
- «Осінній сад» (2008);
- «Полудень» (2009);
- «Весна» (2010);
- «Маяк» (2010);
- «Троянди і виноград» (2011);
- «Весна в Ялті» (2011);
- «Скеля вітрило» (2011);
- «Шторм» (2011);
- «Троянди» (2012);
- «Тиха бухта» (2012);
- «Букет» (2013);
- «Венеція» (2016);
- «Золота осінь» (2016);
- «Біля ставка» (2016);
- «Кримський берег» (2016);
- «Весна в Гурзуфі» (2016);
- «На заході сонця» (2016);
- «Травневий натюрморт»;
- «Регата»;
- «Тюльпани і бузок»;
- «Дорога над морем»;
- «Відпочинок біля моря»;
- «Бахчисарай»;
- «Альтанка з гліцинією»;
- «Біля моря»;
- «Гірське озеро»;
- «Троянди і черешня»;
- «Біля джерела»;
- «Троянди. Нічне вікно»;
- «Шторм у Сімеїзі 2»;
- «Нічний натюрморт»;
- «Вечір».

гобелени (у співавторстві з Степаном Джусом; вовна, ручне ткацтво)
- «Лицарям революції» (1975)[4];
- «Троянди Криму» (1976)[4];
- «На мирній землі» (1978)[4];
- «Кримська осінь» (1979)[5];
- «Ліс» (1984)[6];
- «Флора та Фауна» (1985)[3];
- «Біліє вітрило самотнє…» (1985; резиденція Президента України «Зоря» у Форосі)[6];
- «Дубрава», «Підводний світ» (1985)[6];
- «Наш дім — Земля» (1986, триптих)[5];
- «Дівчата Криму» (1988)[5];
- «Крим» (1990)[3];
- «Музика» (1991, гобелен-завіса)[6];
- «Херсонес» (1992)[5];
- «Дівчата Японії» (1993)[6];
- «Ліс», «Чаплі» (1994)[6];
- «Квітуча Україна», «Побачення», «Музика-Птах», «Осінь» (1996)[6];
- «Ластівки» (1998, триптих)[6];
- «Повінь у Венеції» (2000)[3];
- «В небі Харкова» (2001; Харківське державне авіаційне виробниче підприємство)[6];
- «Мотор-Січ» (2001; ПАТ «Мотор Січ»)[6];
- «Над рідною землею» (2004; Харківський національний педагогічний університет імені Григорія Сковороди)[6].

Разом з Степаном Джусом строрила флорентійські мозаїки: «В горах Криму» (1986); у резиденції Президента України «Зоря» у Форосі: «Підводний світ» (1988), «До Сонця» (1988), «Музика моря» (1990), «Орфей та Еврідіка» (1990).
Твори зберігаються в музеях і приватних колекціях України, Росії, Німеччини, Австрії, Угорщини, Японії, Канади, Сполучених Штатів Америки.

## Відзнаки
- Заслужений художник Української РСР з 1990 року;
- Народний художник України з 1995 року[7];
- Державна премія Автономної Республіки Крим (1999; за живопис, гобелени, флорентійську мозаїку)[8];
- Почесна грамота Президії Верховної Ради Автономної Республіки Крим (2004)[9];
- Міжнародна премія імені Володимира Винниченка (2008; за серію тематичних килимів та живописні твори останніх років);
- Орден княгині Ольги III ступеня (2009; за значний особистий внесок у розвиток національного образотворчого мистецтва, вагомі досягнення у професійній діяльності, багаторічну плідну працю та з нагоди Дня художника)[10].